# Кијен Жјанг
Кијен Жјанг (виј. Kiên Giang) је једна од 58 покрајина Вијетнама. Налази се у региону Делта Меконга. Заузима површину од 6.348,3 km². Према попису становништва из 2009. у покрајини је живело 1.688.248 становника. Главни град је Жаћ Жја.